# Gordige Calcio Ragazze 2014-2015
Questa voce raccoglie le informazioni riguardanti l'Associazione Sportiva Dilettantistica Gordige Calcio Ragazze nelle competizioni ufficiali della stagione 2014-2015.

## Stagione
Per la stagione entrante la dirigenza della squadra, iscritta al campionato di Serie B, affida la panchina al tecnico padovano Tommaso Bartoli, in arrivo dal Maserà, dove ha guidato la formazione Juniores. L'organico a sua disposizione è quasi del tutto quello della stagione precedente, tranne il bomber Alessia Longato che ha deciso di trasferirsi al San Zaccaria neopromosso in Serie A, e con l'integrazione di Lara Carlini, ex Venezia 1984, nel settore di centrocampo. Bartoli verrà poi esonerato dopo la 14ª giornata, dopo aver inanellato dieci sconfitte consecutive, sostituito da Stefano Bernardi, ex terzino sinistro e capitano del Chioggia Sottomarina negli anni novanta, che riuscirà a chiudere al 12º posto nel girone C con la conseguente salvezza della squadra.
In Coppa Italia il Gordige viene eliminato già dalla prima fase a gironi. Inserito nel triangolare del girone F, supera in trasferta il Net.Uno Venezia Lido per 4-0 ma deve cedere al Marcon che vince a Cavarzere per 2-0, vincendo il girone ed eliminando le biancazzurre.

## Organigramma societario
Area amministrativa
- Presidente: Marianna Padovan
- Direttore generale: Chiara Fabbian

Area tecnica
- Allenatore: Tommaso Bartoli (1ª - 14ª giornata)
- Allenatore: Stefano Bernardi (15ª - 26ª giornata)

## Rosa
Rosa e ruoli tratti dal sito Football.it.
| N. |                   | Ruolo | Calciatrice               |
| -- | ----------------- | ----- | ------------------------- |
|    | Italia (bandiera) | P     | Laura Maniezzo            |
|    | Italia (bandiera) | P     | Sara Skhira               |
|    | Italia (bandiera) | D     | Sara Amidei               |
|    | Italia (bandiera) | D     | Diletta Bondesan          |
|    | Italia (bandiera) | D     | Emanuela Conventi         |
|    | Italia (bandiera) | D     | Alessia Melato            |
|    | Italia (bandiera) | D     | Elena Pivetta             |
|    | Italia (bandiera) | D     | Noemi Trombin             |
|    | Italia (bandiera) | C     | Ilaria Andreasi           |
|    | Italia (bandiera) | C     | Chiara Balasso (capitano) |
|    | Italia (bandiera) | C     | Sofia Balasso             |

| N. |                   | Ruolo | Calciatrice       |
| -- | ----------------- | ----- | ----------------- |
|    | Italia (bandiera) | C     | Silvia Cerato     |
|    | Italia (bandiera) | C     | Giulia Crepaldi   |
|    | Italia (bandiera) | C     | Stefania Padoan   |
|    | Italia (bandiera) | C     | Claudia Sacchetto |
|    | Italia (bandiera) | C     | Linda Sturaro     |
|    | Italia (bandiera) | C     | Caterina Tessarin |
|    | Italia (bandiera) | A     | Gloria Grandi     |
|    | Italia (bandiera) | A     | Anna Marangon     |
|    | Italia (bandiera) | A     | Loredana Piron    |
|    | Italia (bandiera) | A     | Martina Rizzo     |
|    | Italia (bandiera) | A     | Sara Trombin      |

## Calciomercato

### Sessione estiva
| Acquisti | Acquisti        | Acquisti     | Acquisti   |
| R.       | Nome            | da           | Modalità   |
| -------- | --------------- | ------------ | ---------- |
| A        | Alessia Longato | San Zaccaria | svincolata |

| Cessioni | Cessioni | Cessioni | Cessioni |
| R.       | Nome     | a        | Modalità |
| -------- | -------- | -------- | -------- |
|          |          |          |          |

## Risultati

### Serie B

#### Girone di andata
| Arbitro: | Francesco Alberti (Imola) |

|              |           |                                |
| Andreasi 62’ | Marcatori | 13’ C. Fiorucci 90’ Pellegrino |

| Arbitro: | Daniele Lamannis (Udine) |

|                                  |           |                             |
| Ganga 44’ Norido 56’ Foltran 84’ | Marcatori | 1’, 42’ Piron 15’ Sacchetto |

| Arbitro: | Maurizio Di Noia (Modena) |

|            |           |          |
| Cerato 70’ | Marcatori | 20’ Lisi |

| Lido di Venezia 26 ottobre 2014, ore 14:30 CET 4ª giornata            | Net.Uno Venezia Lido | 1 – 2 referto          | Gordige | Stadio comunale Jacopo Reggio |
| \| \| \| \| \| Centasso 60’ \| Marcatori \| 21’ Piron 24’ Andreasi \| |                      |                        |         |                               |
|                                                                       |                      |                        |         |                               |
| Centasso 60’                                                          | Marcatori            | 21’ Piron 24’ Andreasi |         |                               |

| Arbitro: | Mattia Caldera (Como) |

|                        |           |            |
| Ferrato 3’ Gioffrè 90’ | Marcatori | 84’ Melato |

| Arbitro: | Matteo Paggiola (Legnago) |

|              |           |                                   |
| Andreasi 21’ | Marcatori | 47’, 73’, 88’ Sbrescia 84’ Talami |

| Arbitro: | Raffaele Covili Faggioli (Bologna) |

|               |           |  |
| Simonetti 25’ | Marcatori |  |

| Arbitro: | Sajmir Kumara (Verona) |

|                      |           |                                      |
| Cerato 5’ Padoan 79’ | Marcatori | 38’ Da Re 42’, 52’ Zanon 68’ Simeoni |

| Arbitro: | Marco Monaldi (Macerata) |

|                             |           |  |
| Ranzolin 33’ Battaiotto 35’ | Marcatori |  |

| Arbitro: | Alain Bontadi (Trento) |

|  |           |                                         |
|  | Marcatori | 34’ (aut.) Melato 42’ Grenzi 59’ Burani |

| Arbitro: | Ludwig Raus (Brescia) |

|                                |           |                            |
| Valente 5’, 15’ Boscarello 50’ | Marcatori | 38’ Sacchetto 85’ Andreasi |

| Arbitro: | Luca Bergamin (Castelfranco Veneto) |

|                         |           |                                    |
| Piron 18’ Sacchetto 83’ | Marcatori | 32’ Grassi 76’ Bianchi 84’ Goldoni |

| Arbitro: | Igor Yuri Paolucci (Lanciano) |

|                                       |           |  |
| Monterubbiano 50’, 58’ Mi. Catena 84’ | Marcatori |  |

#### Girone di ritorno
| Arbitro: | Filippo Giaccaglia (Jesi) |

|                                |           |  |
| G. Fiorucci 55’ Spapperi 90+3’ | Marcatori |  |

| Arbitro: | Fabiano Simone (Bologna) |

|              |           |           |
| Andreasi 50’ | Marcatori | 50’ Ganga |

| Arbitro: | Francesco Alberti (Imola) |

|            |           |                          |
| Casali 31’ | Marcatori | 47’ Marangon 51’ Trombin |

| Arbitro: | Davide Barozzi (Rovereto) |

|                                           |           |  |
| Marangon 18’, 75’ Andreasi 43’ Cerato 74’ | Marcatori |  |

| Arbitro: | Michele Scarpino (Bologna) |

|                        |           |  |
| Marangon 35’, 50’, 72’ | Marcatori |  |

| Arbitro: | Mattia Barbolini (Modena) |

|                                           |           |                        |
| Giovannini 3’ Ceppari 12’ Baharvand 90+3’ | Marcatori | 7’ Marangon 76’ Cerato |

| 1º marzo 2015, ore 14:30 CET 20ª giornata | Gordige                   | 0 – 0 referto | Bearzi | \| Arbitro: \| Davide Barozzi (Rovereto) \| |
| Arbitro:                                  | Davide Barozzi (Rovereto) |               |        |                                             |

| Arbitro: | Stefano Campagnolo (Bassano del Grappa) |

|                       |           |              |
| Cisotto 21’ Zanon 45’ | Marcatori | 50’ Marangon |

| Arbitro: | Claudio Petrella (Viterbo) |

|            |           |                                          |
| Cerato 74’ | Marcatori | 11’ Stefanello 55’ Vanin 76’, 89’ Zuanti |

| Arbitro: | Massimo Abagnale (Parma) |

|                                          |           |              |
| Brignoli 75’ Corradini 88’ Tardini 90+1’ | Marcatori | 81’ Marangon |

| Arbitro: | Luca Bergamin (Castelfranco Veneto) |

|                                    |           |                |
| Melato 18’ Marangon 23’ Padoan 46’ | Marcatori | 85’ Pettenuzzo |

| Arbitro: | Carmine Luciano (Bologna) |

|                     |           |                         |
| Montorio 43’ (rig.) | Marcatori | 25’ Cerato 55’ Marangon |

| Arbitro: | Tommaso Betta (Bolzano) |

|                |           |  |
| S. Balasso 75’ | Marcatori |  |

### Coppa Italia
| Lido di Venezia 14 settembre 2014, ore 15:30 CET Triangolare, Girone F - 2ª giornata | Net.Uno Venezia Lido | 0 – 4 referto                         | Gordige | Stadio comunale Jacopo Reggio |
| \| \| \| \| \| \| Marcatori \| 1t’, 67’, 85’ S. Balasso 49’ Bondesan \|              |                      |                                       |         |                               |
|                                                                                      |                      |                                       |         |                               |
|                                                                                      | Marcatori            | 1t’, 67’, 85’ S. Balasso 49’ Bondesan |         |                               |

| Arbitro: | Giorgio Lazzaroni (Udine) |

|  |           |                     |
|  | Marcatori | 3’ Zuanti 15’ Vanin |

## Statistiche

### Statistiche di squadra
| Competizione | Punti | In casa | In casa | In casa | In casa | In casa | In casa | In trasferta | In trasferta | In trasferta | In trasferta | In trasferta | In trasferta | Totale | Totale | Totale | Totale | Totale | Totale | DR  |
| Competizione | Punti | G       | V       | N       | P       | Gf      | Gs      | G            | V            | N            | P            | Gf           | Gs           | G      | V      | N      | P      | Gf     | Gs     | DR  |
| ------------ | ----- | ------- | ------- | ------- | ------- | ------- | ------- | ------------ | ------------ | ------------ | ------------ | ------------ | ------------ | ------ | ------ | ------ | ------ | ------ | ------ | --- |
| Serie B      | 25    | 13      | 4       | 3       | 6       | 20      | 23      | 13           | 3            | 1            | 9            | 16           | 27           | 26     | 7      | 4      | 15     | 36     | 50     | -14 |
| Coppa Italia | -     | 1       | 0       | 0       | 1       | 0       | 2       | 1            | 1            | 0            | 0            | 4            | 0            | 2      | 1      | 0      | 1      | 4      | 2      | +2  |
| Totale       | -     | 14      | 4       | 3       | 7       | 20      | 25      | 14           | 4            | 1            | 9            | 20           | 27           | 28     | 8      | 4      | 16     | 40     | 52     | -12 |

### Andamento in campionato
| Giornata  | 1 | 2 | 3 | 4 | 5 | 6 | 7 | 8 | 9 | 10 | 11 | 12 | 13 | 14 | 15 | 16 | 17 | 18 | 19 | 20 | 21 | 22 | 23 | 24 | 25 | 26 |
| --------- | - | - | - | - | - | - | - | - | - | -- | -- | -- | -- | -- | -- | -- | -- | -- | -- | -- | -- | -- | -- | -- | -- | -- |
| Luogo     | C | T | C | T | T | C | T | C | T | C  | T  | C  | T  | T  | C  | T  | C  | C  | T  | C  | T  | C  | T  | C  | T  | C  |
| Risultato | P | N | N | V | P | P | P | P | P | P  | P  | P  | P  | P  | N  | V  | V  | V  | P  | N  | P  | P  | P  | V  | V  | V  |
| Posizione |   |   |   |   |   |   |   |   |   |    |    |    |    |    |    |    |    | 12 | 12 | 12 | 12 | 12 | 12 | 12 | 12 | 12 |

Legenda:

Luogo: C = Casa; T = Trasferta. Risultato: V = Vittoria; N = Pareggio; P = Sconfitta.

### Statistiche delle giocatrici
| Giocatore    | Serie B  | Serie B | Serie B     | Serie B    | Coppa Italia | Coppa Italia | Coppa Italia | Coppa Italia | Totale   | Totale | Totale      | Totale     |
| Giocatore    | Presenze | Reti    | Ammonizioni | Espulsioni | Presenze     | Reti         | Ammonizioni  | Espulsioni   | Presenze | Reti   | Ammonizioni | Espulsioni |
| ------------ | -------- | ------- | ----------- | ---------- | ------------ | ------------ | ------------ | ------------ | -------- | ------ | ----------- | ---------- |
| I. Andreasi  | 25       | 6       | 0           | 0          | 2            | 0            | ?            | ?            | 27       | 6      | 0+          | 0+         |
| S. Amidei    | 25       | 0       | 3           | 1          | ?            | ?            | ?            | ?            | 25+      | 0+     | 3+          | 1+         |
| C. Balasso   | 4        | 0       | 0           | 0          | ?            | ?            | ?            | ?            | 4+       | 0+     | 0+          | 0+         |
| S. Balasso   | 12       | 1       | 0           | 0          | 2            | 3            | ?            | ?            | 14       | 4      | 0+          | 0+         |
| D. Bondesan  | 25       | 0       | 6           | 0          | 2            | 1            | ?            | ?            | 27       | 1      | 6+          | 0+         |
| S. Cerato    | 26       | 6       | 2           | 0          | ?            | ?            | ?            | ?            | 26+      | 6+     | 2+          | 0+         |
| E. Conventi  | 15       | 0       | 4           | 0          | ?            | ?            | 1            | ?            | 15+      | 0+     | 5           | 0+         |
| G. Crepaldi  | -        | -       | -           | -          | ?            | ?            | ?            | ?            | 0+       | 0+     | 0+          | 0+         |
| G. Grandi    | 9        | 0       | 0           | 0          | ?            | ?            | ?            | ?            | 9+       | 0+     | 0+          | 0+         |
| L. Maniezzo  | 23       | -42     | 0           | 0          | ?            | -2           | ?            | ?            | 23+      | -44    | 0+          | 0+         |
| A. Marangon  | 13       | 11      | 0           | 0          | ?            | ?            | ?            | ?            | 13+      | 11+    | 0+          | 0+         |
| A. Melato    | 24       | 2       | 0           | 1          | ?            | ?            | ?            | ?            | 24+      | 2+     | 0+          | 1+         |
| S. Padoan    | 19       | 2       | 0           | 0          | ?            | ?            | ?            | ?            | 19+      | 2+     | 0+          | 0+         |
| L. Piron     | 19       | 4       | 0           | 0          | ?            | ?            | ?            | ?            | 19+      | 4+     | 0+          | 0+         |
| E. Pivetta   | 25       | 0       | 4           | 0          | ?            | ?            | ?            | ?            | 25+      | 0+     | 4+          | 0+         |
| M. Rizzo     | 9        | 0       | 0           | 0          | ?            | ?            | ?            | ?            | 9+       | 0+     | 0+          | 0+         |
| C. Sacchetto | 25       | 3       | 1           | 0          | ?            | ?            | ?            | ?            | 25+      | 3+     | 1+          | 0+         |
| C. Skhira    | 3        | -8      | 0           | 0          | ?            | ?            | ?            | ?            | 3+       | -8+    | 0+          | 0+         |
| L. Sturaro   | 3        | 0       | 0           | 0          | ?            | ?            | ?            | ?            | 3+       | 0+     | 0+          | 0+         |
| C. Tessarin  | 4        | 0       | 0           | 0          | ?            | ?            | ?            | ?            | 4+       | 0+     | 0+          | 0+         |
| N. Trombin   | 3        | 0       | 0           | 0          | ?            | ?            | ?            | ?            | 3+       | 0+     | 0+          | 0+         |
| S. Trombin   | 24       | 1       | 1           | 0          | ?            | ?            | ?            | ?            | 24+      | 1+     | 1+          | 0+         |